# Ubezdźwięcznienie
Ubezdźwięcznienie (desonoryzacja) – upodobnienie fonetyczne polegające na tym, że spółgłoska dźwięczna traci dźwięczność.
W języku polskim następuje to pod wpływem sąsiadującej spółgłoski bezdźwięcznej lub z powodu pozycji końcowej w wypowiedzi. Na przykład w słowie śliwka pod wpływem sąsiadującej spółgłoski bezdźwięcznej k wymawiamy spółgłoskę f, chociaż piszemy w, a w słowie sad w wygłosie wymawiamy t zamiast d.
Upodobnieniom tym ulegają głównie spółgłoski dźwięczne, które mają swoje odpowiedniki różniące się jedynie dźwięcznością:
- b-p (b dźwięczna, p bezdźwięczna)
- d-t (d dźwięczna, t bezdźwięczna)
- dz-c (dz dźwięczna, c bezdźwięczna)
- dź-ć (dź dźwięczna, ć bezdźwięczna)
- dż-cz (dż dźwięczna, cz bezdźwięczna)
- g-k (g dźwięczna, k bezdźwięczna)
- w-f (w dźwięczna, f bezdźwięczna)
- z-s (z dźwięczna, s bezdźwięczna)
- ź-ś (ź dźwięczna, ś bezdźwięczna)
- ż-sz (ż dźwięczna, sz bezdźwięczna).

Wszystkie te spółgłoski ulegają ubezdźwięcznieniu wstecznemu (kładka [kłatka], wcierać [fcierać]), w i rz (ale nie ż – jakże [jagże]), również postępowemu (kwiat [kfiat], potrzeba [potszeba]).
Spółgłoski półotwarte normalnie nie ulegają w języku polskim ubezdźwięcznieniu, chyba że znajdują się między dwiema spółgłoskami, z których druga jest bezdźwięczna. Wtedy r wymawia się bezdźwięcznie, jak w krtań, ale także między spółgłoską bezdźwięczną (także ubezdźwięcznioną na końcu wyrazu) a końcem wyrazu, jak w żubr (w podobnych kontekstach spółgłoski półotwarte często zanikają, zwłaszcza w wymowie potocznej – jabłko [japko], ździebłko [ździepko]). Zanikają też na końcu, po bezdźwięcznych (gniótł [gniót]), w tym ubezdźwięcznionych (zjadł [zjat]).
Fonetyka międzywyrazowa poszczególnych dialektów polskich różni się w zależności od dialektu. W gwarach południowej i zachodniej części Polski (Małopolska, Śląsk, Wielkopolska, Kujawy, ziemia chełmińsko-dobrzyńska) następuje udźwięcznienie przed samogłoskami i spółgłoskami półotwartymi: [brad Adama, wóz rusza]. Natomiast w gwarach północnej i wschodniej Polski (Pomorze, Warmia, Mazury, Mazowsze, Podlasie, Lubelszczyzna) w tych pozycjach następuje ubezdźwięcznienie: [brat Adama, wós rusza]. W standardowym języku polskim obowiązują zasady ubezdźwięczniania typowe dla dialektu mazowieckiego. W dialekcie małopolskim ubezdźwięcznianie jest rzadsze (praktycznie nigdy nie występuje ubezdźwięcznianie przed sonantami, a w dialekcie wielkopolskim ubezdźwięcznieniu nie podlegają ponadto spółgłoski płynne, tzn. trwa, plwa wymawiane po mazowiecku i małopolsku [trfa], [plfa] z bezdźwięcznym „r” i „l”, bywają wymawiane [trva], [plva] z dźwięcznym „r” i „l”.
W języku niemieckim ubezdźwięcznienie następuje nie tylko na końcu wyrazu, ale też na końcu morfemu, np. lieblich /liːplɪç/.
W języku angielskim i serbsko-chorwackim ubezdźwięcznienie na końcu wyrazu właściwie nie występuje, np. ang. dog /dɒg/, serb.-chorw. muž /mûːʒ/.